# Шон Кемп
Шон Тревіс Кемп (англ. Shawn Travis Kemp, нар. 26 листопада 1969, Елкарт, Індіана, США) — американський професіональний баскетболіст, що грав на позиції важкого форварда за декілька команд НБА. Гравець національної збірної США.

## Ігрова кар'єра
Починав грати у баскетбол у команді старшої школи Конкорд (Елкарт, Індіана). Вважався одним з найбільш обдарованих гравців свого віку в США. Після закінчення школи отримав спортивну стипендію в Університеті Кентуккі, однак не здав навчальний тест на мінімальний бал, тому не мав права грати за баскетбольну команду. Згодом у листопаді 1988 року відбувся скандал у закладі у зв'язку зі зникненням двох золотих ланцюжків, в чому звинуватили Кемпа. Після цього інциденту перейшов до ком'юніті коледжу Трініті Веллі, за який втім не зіграв жодного матчу.
1989 року виставив свою кандидатуру на Драфт НБА 1989 та був обраний у першому раунді під загальним 17-м номером командою «Сіетл Суперсонікс». Захищав кольори команди із Сіетла протягом наступних 8 сезонів. На той момент був наймолодшим гравцем в історії НБА. На перших порах був під опікою Ксав'єра Макденіела, який став для Кемпа наставником.
1994 року завоював золоту медаль чемпіонату світу у складі збірної США.
У сезоні 1995—1996 разом з Гарі Пейтоном допоміг команді виграти 64 матчі у сезоні, що стало рекордом франшизи. Того року «Сіетл» дійшов до фіналу НБА, де зустрівся з «Чикаго» Майкла Джордана, якому і програв у серії з шести матчів.
З 1997 по 2000 рік грав у складі «Клівленд Кавальєрс». Протягом цього часу часто боровся із зайвою вагою. Незважаючи на це, цей період був для нього найкращим за набраними очками в середньому за гру.
2000 року перейшов до «Портленд Трейл-Блейзерс», у складі якої провів наступні 2 сезони своєї кар'єри. Окрім проблем з зайвою вагою, додались вживання алкоголю та наркотиків.
Останньою ж командою в кар'єрі гравця стала «Орландо Меджик», до складу якої він приєднався 2002 року і за яку відіграв один сезон.
Згодом у 2005 та 2008 роках робив спроби повернутися у великий спорт, однак невдало.

## Особисте життя
До 28 років мав сімох дітей від шістьох жінок.
Був власником спортивного бару в Сіетлі під назвою Oskar's Kitchen, який закрився 2015 року.
Кілька разів його заарештовували за зберігання марихуани та кокаїну.

## Статистика виступів в НБА

### Регулярний сезон
| Сезон             | Команда                   | GP   | GS  | MPG  | FG%  | FT%  | BPG | RPG  | APG | PPG  |
| ----------------- | ------------------------- | ---- | --- | ---- | ---- | ---- | --- | ---- | --- | ---- |
| 1989–1990         | «Сіетл Суперсонікс»       | 81   | 1   | 13.8 | .479 | .736 | 0.9 | 4.3  | 0.3 | 6.5  |
| 1990–1991         | «Сіетл Суперсонікс»       | 81   | 66  | 30.1 | .508 | .661 | 1.5 | 8.4  | 1.8 | 15.0 |
| 1991–1992         | «Сіетл Суперсонікс»       | 64   | 23  | 28.3 | .504 | .748 | 1.9 | 10.4 | 1.3 | 15.5 |
| 1992–1993         | «Сіетл Суперсонікс»       | 78   | 68  | 33.1 | .492 | .712 | 1.9 | 10.7 | 2.0 | 17.8 |
| 1993–1994         | «Сіетл Суперсонікс»       | 79   | 73  | 32.9 | .538 | .741 | 2.1 | 10.8 | 2.6 | 18.1 |
| 1994–1995         | «Сіетл Суперсонікс»       | 82   | 79  | 32.7 | .547 | .749 | 1.5 | 10.9 | 1.8 | 18.7 |
| 1995–1996         | «Сіетл Суперсонікс»       | 79   | 76  | 33.3 | .561 | .742 | 1.6 | 11.4 | 2.2 | 19.6 |
| 1996–1997         | «Сіетл Суперсонікс»       | 81   | 75  | 34.0 | .510 | .742 | 1.0 | 10.0 | 1.9 | 18.7 |
| 1997–1998         | «Клівленд Кавальєрс»      | 80   | 80  | 34.6 | .445 | .727 | 1.1 | 9.3  | 2.5 | 20.1 |
| 1998–1999         | «Клівленд Кавальєрс»      | 42   | 42  | 35.1 | .482 | .789 | 1.1 | 9.2  | 2.4 | 20.5 |
| 1999–2000         | «Клівленд Кавальєрс»      | 82   | 82  | 30.4 | .417 | .776 | 1.2 | 8.8  | 1.7 | 17.8 |
| 2000–2001         | «Портленд Трейл-Блейзерс» | 68   | 3   | 15.9 | .407 | .771 | 0.3 | 3.8  | 1.0 | 10.5 |
| 2001–2002         | «Портленд Трейл-Блейзерс» | 75   | 5   | 16.4 | .430 | .794 | 0.4 | 3.8  | 0.7 | 8.1  |
| 2002–2003         | «Орландо Меджик»          | 79   | 55  | 20.7 | .418 | .742 | 0.4 | 5.7  | 0.7 | 6.8  |
| Усього за кар'єру | Усього за кар'єру         | 1051 | 727 | 27.9 | .488 | .741 | 1.2 | 8.4  | 1.6 | 14.6 |

### Плей-оф
| Сезон             | Команда                   | GP | GS | MPG  | FG%  | FT%  | BPG | RPG  | APG | PPG  |
| ----------------- | ------------------------- | -- | -- | ---- | ---- | ---- | --- | ---- | --- | ---- |
| 1991              | «Сіетл Суперсонікс»       | 5  | 5  | 29.8 | .386 | .815 | 0.6 | 7.2  | 1.2 | 13.2 |
| 1992              | «Сіетл Суперсонікс»       | 9  | 9  | 30.1 | .475 | .763 | 1.6 | 12.2 | 0.4 | 17.4 |
| 1993              | «Сіетл Суперсонікс»       | 19 | 19 | 34.9 | .512 | .809 | 2.1 | 10.0 | 2.6 | 16.5 |
| 1994              | «Сіетл Суперсонікс»       | 5  | 5  | 41.2 | .371 | .667 | 2.4 | 9.8  | 3.4 | 14.8 |
| 1995              | «Сіетл Суперсонікс»       | 4  | 4  | 40.0 | .579 | .821 | 1.8 | 12.0 | 2.8 | 24.8 |
| 1996              | «Сіетл Суперсонікс»       | 20 | 20 | 36.0 | .570 | .795 | 2.0 | 10.4 | 1.5 | 20.9 |
| 1997              | «Сіетл Суперсонікс»       | 12 | 12 | 36.8 | .486 | .829 | 1.3 | 12.3 | 3.0 | 21.6 |
| 1998              | «Клівленд Кавальєрс»      | 4  | 4  | 38.0 | .465 | .844 | 1.0 | 10.3 | 2.0 | 26.0 |
| 2002              | «Портленд Трейл-Блейзерс» | 3  | 0  | 11.7 | .286 | .700 | 0.0 | 2.7  | 0.0 | 3.7  |
| 2003              | «Орландо Меджик»          | 7  | 0  | 10.3 | .381 | .833 | 0.0 | 2.1  | 0.0 | 3.0  |
| Усього за кар'єру | Усього за кар'єру         | 88 | 78 | 33.4 | .498 | .797 | 1.6 | 9.7  | 1.8 | 17.3 |